# Amaioua
Amaioua Aubl.  é um género botânico pertencente à família Rubiaceae.

## Espécies
- Amaioua affinis
- Amaioua africana
- Amaioua brasiliana
- Amaioua brevidentata
- Amaioua contracta
- Amaioua corymbosa

- lista incompleta